# 克拉斯納波利亞納 (丘胡伊夫區)
49°47′12″N 36°23′16″E / 49.78667°N 36.38778°E
克拉斯納波利亞納（烏克蘭語：Красна Поляна）是位於烏克蘭東部的村莊，由哈爾科夫州丘胡伊夫区的茲米伊夫市鎮負責管轄。該村始建於1660年，面積0.83平方公里，海拔高度98米，2001年人口426，人口密度每平方公里515.7人。